# Космические корабли Иезекииля
«Космические корабли Иезекииля» — книга Йозефа Ф. Блюмриха 1974 года, написанная в то время, когда он был главным координатором систем НАСА в Отделении программ развития в Центре космических полетов имени Маршалла. В ней он утверждает, что по его подсчетам видение Иезекииля в Библии было не описанием встречи пророка с Богом, а изображением нескольких встреч с древними астронавтами в космическом корабле с другой планеты.
Иезекииль был ветхозаветным пророком, который написал несколько своих видений, в которых Бог показал ему будущее и дал различные сообщения для доставки. Блюмрих проанализировал шесть различных переводов Библии в сочетании со своим опытом в области техники, что представляет собой один из возможных вариантов трактовки древней истории глазами современного технологического общества. В приложениях к книге он представляет технические характеристики космического корабля.
Блюмрих также опубликовал статью «Космические корабли Иезекииля» в журнале ЮНЕСКО «Влияние науки на общество».